# Fresnay-l’Évêque
Fresnay-l’Évêque – miejscowość i gmina we Francji, w Regionie Centralnym, w departamencie Eure-et-Loir.
Według danych na rok 1990 gminę zamieszkiwało 555 osób, a gęstość zaludnienia wynosiła 19 osób/km² (wśród 1842 gmin Regionu Centralnego Fresnay-l’Évêque plasuje się na 640. miejscu pod względem liczby ludności, natomiast pod względem powierzchni na miejscu 359.).